# East Conemaugh
East Conemaugh est un borough situé au nord-est de la partie centrale du comté de Cambria, en Pennsylvanie, aux États-Unis,. En 2010, il comptait une population de 1 220 habitants. Il est incorporé le 10 septembre 1868.

## Démographie
Lors du recensement de 2010, le borough comptait une population de 1 220 habitants. Elle est estimée, le 1er juillet 2019, à 1 099 habitants.

### Source de la traduction
- (en) Cet article est partiellement ou en totalité issu de l’article de Wikipédia en anglais intitulé « East Conemaugh, Pennsylvania » (voir la liste des auteurs).